# Debreceni HK
Debreceni HK – węgierski klub hokeja na lodzie z siedzibą w Debreczynie.
W czerwcu 2016 zawieszono działalność klubu z uwagi na problemy finansowe.

## Sukcesy
- Półfinał MOL Liga: 2016